# 联合国安全理事会第1819号决议
联合国安理会1819号决议是联合国安全理事会于2008年6月18日在第5914次会议上通过的一项决议。该决议决定解除对利比里亚木材和钻石贸易的限制，但仍认为利比里亚局势构成国际威胁，决定延长利比里亚问题专家小组任期至2008年12月20日为止，并要求该小组在12月1日前提出书面报告。